# Anahim-Vulkangürtel
Der Anahim-Vulkangürtel ist eine west-ost-orientierte Kette von Vulkanen und mit ihnen verbundenen magmatischen Objekten in der kanadischen Provinz British Columbia.

## Geographie
Der Anahim-Vulkangürtel erstreckt sich von Athlone Island an der British Columbia Coast ostwärts durch die starker Hebung unterworfenen und tief zerklüfteten Coast Mountains bis in die Nähe der Gemeinde Nazko auf dem Interior Plateau. Der Vulkangürtel wird in drei von West nach Ost aufeinander folgende Abschnitte eingeteilt, die sich in Alter und Struktur unterscheiden. Eine große Vielfalt magmatischer Gesteine mit unterschiedlichen Zusammensetzungen kommen in jedem dieser Abschnitte vor; sie bilden Landschaftsformen wie Vulkankegel, Vulkanpfropfen, Lavadome, Schildvulkane und Intrusionen.

## Geologie
In den vergangenen 15 Millionen Jahren trat immer wieder vulkanische Aktivität auf; in diesem Zeitraum können drei Hauptepochen unterschieden werden, die vor 15–13, 9–6 und 3–1 Millionen Jahren stattfanden. Diese Hauptepisoden werden durch Plutone, Dyke-Schwärme, Vulkanfelder und große Schildvulkane geprägt. Die vulkanische Aktivität in der letzten Jahrmillion war relativ gering und örtlich begrenzt; sie produzierte kleine Lavaströme und Vulkankegel. Die letzte eruptive Periode begann am östlichen Ende des Vulkangürtels vor 7.200 Jahren und zeigte sich zuletzt mit einem vulkaninduzierten Erdbeben 2007–2008.

Lage und Ausdehnung des Anahim-Vulkangürtels

Der Anahim-Vulkangürtel ist eine der sechs vulkanischen Provinzen in British Columbia, die in der Zeitspanne des Neogen–Quartär entstanden. Er besteht hauptsächlich aus alkalischem bis peralkalischem Gestein, das von übersättigten, stark umgewandelten Phonolithen und Rhyolithen bis zu eher untersättigten Laven alle Typen umfasst. Mehrere Zentren des Vulkangürtels überlagern miozäne Flutbasalte der Chilcotin Group, welche wiederum devonische bis jurassische Gesteine der Terrane des Stikinia-Vulkanbogens überlagern. An einigen Orten sind die Laven des Anahim-Vulkangürtels kaum wahrnehmbar mit den Basalten der Chilcotin Group verschmolzen, da beide Zonen zur selben Zeit vom Neogen bis zum Quartär vulkanisch aktiv waren.:1,2,4‒9,11,12,16,19,20,24,25
Der von West nach Ost verlaufende Vulkangürtel ist etwa 330 km lang und erstreckt sich von der Central Coast durch die Coast Mountains bis nahe an die Gemeinde Nazko auf dem Interior Plateau.:109:114,131,133,134 Seine Orientierung ist unter den vulkanischen Provinzen des Neogen–Quartär von British Columbia in der Hinsicht einzigartig, als dass er senkrecht zu den großen geomorphologischen, strukturgeologischen und tektonischen Elementen der Kanadischen Kordillere angeordnet ist. Der Anahim-Vulkangürtel besteht aus drei Abschnitten: einem westlichen, welcher auf Überreste eruptiver Brekzie, oberflächlicher Plutone und Dyke-Schwärme reduziert ist; einem zentralen, welcher überwiegend aus Schildvulkanen besteht; und einem östlichen, welcher aus mehreren kleinen Schlackenkegeln besteht und der Ort der aktuellen vulkanischen Aktivität ist.:895–898,900,902,904:132,134‒136
Verschiedene tektonische Modelle wurden vorgeschlagen, um den Ursprung des Anahim-Vulkangürtels zu erklären. Dazu gehören Riftzonen, ein Hotspot im Erdmantel, ein Effekt der Plattengrenzen und ein Schollen-Fenster, das den Aufstieg des Magmas entlang der Nordkante der Juan-de-Fuca-Platte ermöglicht sowie ein sich ausbreitender Bruch, der durch Gebiete hoher mechanischer Spannung gesteuert wird, welche wiederum mit der großräumigen Plattentektonik des westlichen Nordamerika im Zusammenhang stehen. Das allgemein bevorzugte tektonische Modell ist das des Mantel-Hotspots, da das Alter des Vulkangürtels von West nach Ost zunimmt, was wiederum mit der Westwärts-Bewegung von Nordamerika mit einer Rate von etwa 2,5 cm pro Jahr korrespondiert. Es gibt auch Beobachtungen über chemische Abweichungen zwischen den ältesten (westlichsten) und jüngsten (östlichsten) Basalten. Die jüngsten Basalte sind aus untersättigten alkalischen Laven entstanden und als Basanit klassifiziert, was eine tiefergelegene Zone für das Magma im Gebiet von Nazko nahelegt, verglichen mit dem Rest des Anahim-Vulkangürtels.:1732‒1734,1738,1740

### Westlicher Abschnitt
Die Bella-Bella- und Gale-Passage-Dyke-Schwärme an der Central Coast von British Columbia bilden den westlichsten Rand des Anahim-Vulkangürtels. Beide sind mehr als 10 km breit und enthalten einzelne Dykes von mehr als 20 m Dicke. Beide Schwärme erreichen nach der Kalium-Argon-Datierung ein Alter von 12,5 bis 14,5 Millionen Jahren und bestehen aus einer bimodalen Folge von Basalt, Trachyt und Comendit. Basaltische und comenditische Dykes sind am weitesten verbreitet und in etwa gleichen Anteilen vertreten. Nahe dem Zentrum jedes Dyke-Schwarms sind erodierte Überreste von Rhyolith-Brekzie mit lokal vorkommenden Rhyolith-Strömen zu finden, aus welchen die Bella-Bella-Formation besteht. Die Brekzien enthalten einen hohen Anteil körniger Grundgebirgs-Klasten, was anzeigt, dass sie das Produkt explosiven Vulkanismus' sind. Mit dem Bella-Bella-Dyke-Schwarm verbundene Rhyolithe sind auf Denny Island verbreitet, während Rhyolithe, die zu den Gale-Passage-Dyke-Schwärmen gehören am Nordende von Athlone Island und Dufferin Island gefunden wurden.
In 1000 m hohen Klippen entlang des Dean Channel und des Burke Channel an die Oberfläche getreten ist der King Island Pluton. Diese ostwärts gerichtete Intrusion hat eine Länge von mehr als 20 km und eine Breite von 2,5 km. Sie schneidet den überwiegend nach Nordwest gerichteten Coast Range Arc. Zwei gegeneinander abgegrenzte Phasen des Magmatismus schufen den King Island Pluton vor 10,3 bis 13 Millionen Jahren. Die erste und wichtigste Phase bildete den Kern des Plutons, welcher aus grobkörnigem Syenit besteht. Diese Gesteine bilden den größten Teil des Plutons und treten auf Meeresspiegel-Höhe zutage. Die zweite Phase führte zur Bildung einer Grenzzone von alkalischem Granit am äußersten Westende des King Island Plutons sowie zu Stöcken westlich des Haupt-Plutons.

### Zentraler Abschnitt

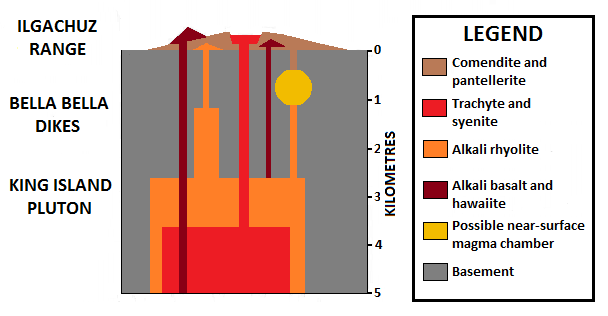
Tiefenbeziehungen und Korrelationden der Zusammensetzung von plutonischen, subvulkanischen und vulkanischen Gesteinen, die im westlichen Anahim-Gürtel an die Oberfläche getreten sind

Drei große Schildvulkane und zwei recht ausgedehnte Vulkanfelder bilden das Zentrum des Anahim-Vulkangürtels. Sie sind chemisch bimodal und bestehen hauptsächlich aus mafischen und felsischen Laven, die fast keine intermediären Bestandteile enthalten. Den Schildvulkanen gemeinsam ist eine ähnliche Evolution; sie wurden in einem frühen Stadium außerordentlich voluminösen felsischen und einer späten Phase relativ kleinen mafischen Vulkanismus gebildet. Obwohl die in einem frühen evolutionären Stadium produzierten felsischen Laven einen hohen Gehalt an Siliziumdioxid aufwiesen, blieben sie flüssig genug, um felsische Schilde aufzubauen.
Die Vulkanfelder bestehen aus Lavagestein von Basaniten und Trachybasalten bis hin zu entwickelten Trachyten und Phonolithen. Sie beinhalten mehrere kleine Vulkane mit Kegel-, Dom- und Pfropfenform, von denen die meisten womöglich nur zeitweise und kurzzeitig aktiv waren. Im Gegensatz dazu gibt es ein paar größere Strukturen in jedem Vulkanfeld, die über einen längeren Zeitraum hinweg mehrfach ausbrachen. Beide Felder waren in einem Großteil des Pleistozäns aktiv.

#### Schildvulkane
Die Rainbow Range ist ein moderat geteilter Schildvulkan von 30 km Durchmesser, der vor 8,7 bis 6,7 Millionen Jahren aktiv war.:9,17 Vier vulkanische Episoden, die von sehr flüssigen alkalischen und peralkalischen Lavaströmen geprägt waren, schufen einen 845 m dicken Gesteinskomplex, der an der Nordflanke an die Oberfläche gelangte. Eine basale Folge comenditischer Trachytströme wird unregelmäßig von Strömen und Strom-Brekzien aus Mugearit überlagert, welche wiederum von einer 40 bis 60 m dicken Folge comenditischer Flüsse überlagert sind, die zu Säulen erstarrten. In einer späten Phase des Vulkanismus wurden vereinzelt Hawaiit-Dykes, Pfropfen und kleinere Deckströme über der Nordflanke geschaffen. An die Nordostflanke angefügt ist der Anahim Peak, ein Trachyt-Pfropfen, der von Pfeilern eines Hawaiit-Stroms umgeben ist, welche vier- bis achtmal dicker als die an der Rainbow Range sind. Die ungewöhnliche Dicke der Hawaiit-Flüsse am Anahim Peak gehen mit einer signifikant gröber gekörnten Matrix und einem höheren Anteil an Einsprenglingen einher als nach den oberen Abschnitten der Ströme zu erwarten gewesen wären, was nahelegt, dass sie während der Eruption aufgestaut wurden, möglicherweise als Lavaseen in einem früheren Schlackenkegel.

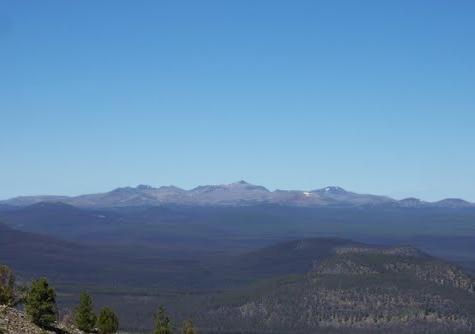
Die Itcha Range von Süden

Östlich der Rainbow Range liegt die Ilgachuz Range, ein etwas kleinerer und weniger stark gegliederter Schildvulkan, der vor 6,1 bis 4,0 Millionen Jahren entstand. Seine nahezu kreisförmige Struktur und sanft geneigten Hänge mit einem Durchmesser von 25 km bestehen aus vier Gesteinskomplexen, die in sechs für die Entstehung wesentlichen Aktivitäts-Episoden abgelagert wurden.:71 Der tiefer gelegene Komplex des Schildes stellt die ältesten exponierten Gesteine der Ilgachuz Range dar. Er besteht aus pyroklastischen Brekzien, Domen und Lavaströmen aus alkalischem Rhyolith, die hydrothermal verändert wurden. Der überlagernde obere Gesteinskomplex des Schildes, welcher die Hauptmasse der Ilgachuz Range bildet, besteht aus einer Serie von comenditischen und pantelleritischen Flüssen und Domen, in die Flüsse aus alkalischem Basalt und Hawaiit eingebettet sind. Der Entstehung des Schildes folgte ein Zusammenbruch einer kleinen zentralen Caldera, in welcher die intracalderischen Komplexe eingelagert sind. Diese Komplexe bestehen aus einer 150 m starken Abfolge von Tuffen, die von einer einzelnen Kühleinheit aus Trachyt von mehr als 165 m Mächtigkeit überlagert sind. Der Gesteinskomplex, der nach dem Zusammenbruch der Caldera entstand, besteht aus alkalischen Basalt- und Hawaiit-Strömen, die von Vulkanschloten an der Flanke und einigen kleinen Schloten im Zentrum der Caldera ausgestoßen wurden. Dies sind die jüngsten Laven der Ilgachuz Range.
Die Itcha Range ist der östlichste und jüngste der drei Schildvulkane des Anahim-Vulkangürtels; er entstand vor 3,8 bis 0,8 Millionen Jahren. Mit einem Durchmesser von 15 km ist die Itcha Range auch der kleinste Schildvulkan des Gürtels. Seine Struktur ist in der Hinsicht einzigartig, als dass er eher aus kleinen, miteinander verbundenen vulkanischen Einheiten als aus einem stratigraphisch einheitlichen vulkanischen Pfeiler besteht. Die basale Einheit umfasst eine Serie aphyrischer Trachyt-Flüsse und -Dome mit einem kleinen Anteil gebänderten Rhyoliths, rhyolithischer Tuffe und dünner Hawaiit-Ströme. Diese Einheit wird überlagert von einer Abfolge alkali-feldspathaltiger porphyrischer Trachyte, welche sowohl als pyroklastische Ablagerungen als auch als kleine Lavaströme und -schilde vorkommen. Diese Trachyte werden in der Mitte des Schildes von alkali-feldspathaltigen porphyrischen quarz-trachytischen und trachytischen Pfropfen, Lavaströmen, Pyroklasten, Schuttströmen und Dykes überlagert und intrudiert. Die oberste schildbildende Einheit besteht aus megakristallinen Trachytströmen, die im gesamten Westteil der Itcha Range verbreitet sind. Der Schildbildung folgte die Eruption von Basaniten, Alkalibasalten und Hawaiiten aus kleinen Schlackenkegeln, Tuffringen und Spaltenvulkanen in der Osthälfte des Schildes.

#### Vulkanfelder
Das Satah-Mountain-Vulkanfeld ist eine Region linienhaft angeordneter Kegel und Dome, die sich 50 km südlich der Itcha Range bis gerade nördlich des Chantslar Lake erstreckt. Der Vulkanismus über die gesamte Länge des Vulkanfeldes vor 2,5 bis 1,4 Millionen Jahren war durch die Eruption von allgemein kleinen Volumina von Magma charakterisiert, das zu verschiedenen Zeiten an verschiedenen Orten ausgestoßen wurde. Die ausgestoßenen Mengen waren groß genug, um einen in Nord-Süd-Richtung verlaufenden Bergkamm zu schaffen, in dem die meisten Vulkane lokalisiert sind. Dieses langgestreckte Objekt, Satah Ridge genannt, ragt über die umgebende Hochebene mit einer durchschnittlichen Schartenhöhe von 200 m. Die lineare Anordnung des Satah-Mountain-Vulkanfeldes korrespondiert mit der Orientierung zweier Gruppen von Abschiebungen in der Itcha Range, was nahelegt, dass der Vulkanismus dort durch ein System von Verwerfungen gesteuert wird. Mehr als 20 Vulkane wurden im gesamten Satah-Mountain-Vulkanfeld identifiziert, von denen der Satah Mountain und der Mount Punkutlaenkut die größten sind. Zu den kleineren vulkanischen Zentren gehören Jorgensen Hill, Sugarloaf Mountain, Turbo Lake, White Creek und Holte Creek.
Das Baldface-Mountain-Vulkanfeld ist eine Gruppe einzelner Kegel 25 km östlich der Itcha Range. Die Aktivität des Vulkanfeldes wurde mithilfe der Argon-Argon-Datierung an sieben Kegeln auf den Zeitraum vor 2,5 bis 0,91 Millionen Jahren eingegrenzt; zu dieser Zeit waren die Itcha Range und das Satah-Mountain-Vulkanfeld gleichfalls vulkanisch aktiv. Der Baldface Mountain ist der größte und einer der ältesten Vulkane im Baldface-Mountain-Vulkanfeld. Er besteht aus einem 2,37 Millionen Jahre alten Kegel aphanitischen Phonoliths und porphyrischen Trachyts mit Einsprenglingen aus Feldspat. Ein basaltischer Lavastrom nahe der Quellen des Moore Creek hat ein Alter von 3,91 Millionen Jahren, ähnlich wie die ältesten Felsen der Itcha Range oder der Basalte der Chilcotin Group aus der umgebenden Hochebene. Der Zusammenhang zwischen diesem Strom und den Baldface-Mountain-Vulkanfeld ist fraglich, da weder seine Quelle noch seine Ausdehnung bisher identifiziert wurden.

### Östlicher Abschnitt

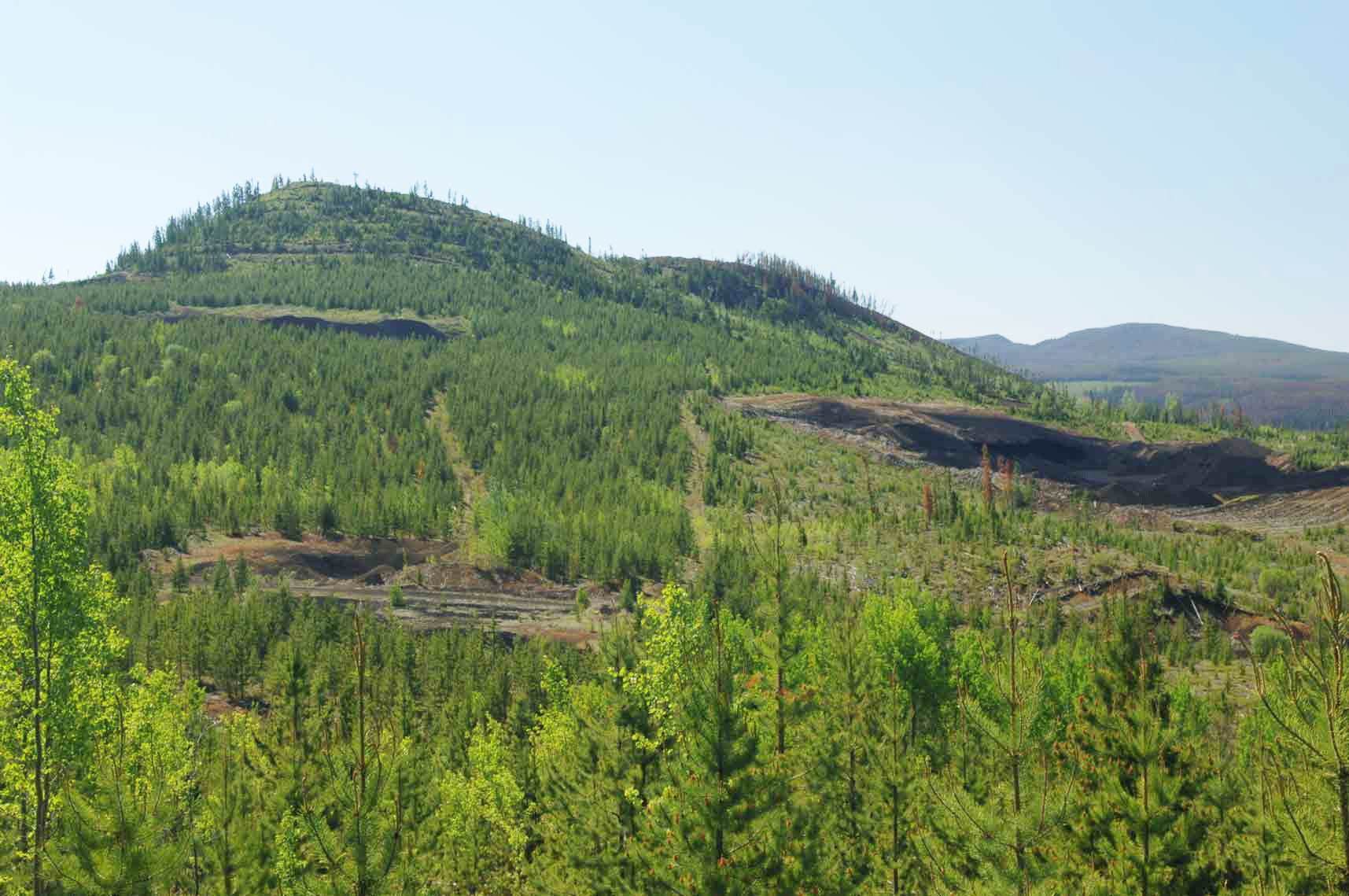
Der Nazko Cone, der östlichste und jüngste Vulkan im Anahim-Vulkangürtel

Der Nazko Cone ist das wichtigste eruptive Zentrum, welches den östlichen Abschnitt des Anahim-Vulkangürtels bildet. Er besteht aus einander überlappenden Säulen von basaltischen Lavaströmen und Kegeln, die während der letzten drei eruptiven Perioden entstanden. Die erste vulkanische Episode wird durch einen subaerischen Basaltstrom repräsentiert, welcher die Basis des Vulkans bildet. Er wurde in einer pleistozänen interglacialen Phase vor 0,34 Millionen Jahren ausgestoßen und ist stark erodiert. Die zweite Episode wird durch einen Palagonitrücken aus Hyaloklastit repräsentiert, der unter dem Kordilleren-Eisschild entstand, möglicherweise während der Fraser-Kaltzeit, welche vor 25.000 bis 10.000 Jahren stattfand. Er bildet die Westseite des Nazko Cone und wird von Blöcken hoch vesikulär texturierten, glasigen Basalts dominiert. Die dritte Episode wird durch miteinander verbundene pyroklastische Kegel und damit in Zusammenhang stehenden Lavaströmen definiert, die im Holozän subaerisch entstanden. Mithilfe der Radiokarbonmethode konnte für den Moor-Torf über und unter einer Tephra-Schicht nahe dem Nazko Cone ein Zeitpunkt von vor 7.200 Jahren für den letzten Ausbruch ermittelt werden. Dies ist die einzige bekannte holozäne Eruption des Nazko Cone, da keine weiteren Tephra-Schichten identifiziert werden konnten.:2477‒2479,2481,2482
Vom 9. Oktober 2007 bis zum 15. Mai 2008 wurde eine Serie von Erdbeben mit einer Magnitude von 2,9 im Nechako Basin, etwa 20 km westlich des Nazko Cone registriert. Die meisten von ihnen hatten ihr Epizentrum in 25 bis 31 km Tiefe, was bedeutet, dass sie sich in den untersten Schichten der Erdkruste ereigneten. Die Analyse der seismischen Wellen legt nahe, dass der Erdbebenschwarm durch einen Sprödbruch des Gesteins in der Tiefe infolge einer magmatischen Intrusion ausgelöst wurde. Ein Vulkanausbruch war unwahrscheinlich, da die Zahl und die Stärke der einzelnen Beben dazu nicht ausreichte. Trotz dieser für die vulkanische Aktivität eher unbedeutenden Ereignisse erzeugten sie doch vor Ort viel Aufmerksamkeit, da sie eine signifikante Konzentration seismischer Aktivität im Anahim-Vulkangürtel repräsentierten.